# Arrondissement Essen
Das Arrondissement Essen war eine Verwaltungseinheit im Großherzogtum Berg unter französischer Herrschaft zwischen den Jahren 1806 und 1813. Sitz war die Stadt Essen.

## Lage und Beschreibung
Nachdem am 15. März 1806 das Herzogtum Berg an Napoleon Bonaparte gefallen war, wurde im gleichen Jahr das Großherzogtum Berg gebildet. Bald nach der Übernahme begann die französische Verwaltung, Verwaltungsstrukturen nach französischem Vorbild einzuführen. Sie sah die Schaffung von Départements, Arrondissements, Kantone und Munizipalitäten (ab Ende 1808 Mairies genannt) vor und brach mit den alten Adelsvorrechten in der Kommunalverwaltung. In diesem Zug wurde das Arrondissement (Bezirk) Essen im Département Rhein geschaffen.
Das Arrondissement umfasste im Wesentlichen Gebiete des preußischen Herzogtums Kleve (u. a. Dinslaken und der Kreis Emmerich) sowie des Weiteren die Gebiete der Reichsabteien Essen und Werden sowie der Reichsstadt Essen, die schon 1803 dem Herzogtum Berg zugefallen waren. Durch französische Annexion schieden die Kantone Ringenberg, Rees und Emmerich 1810 aus dem Großherzogtum aus. Dafür kam 1811 das Gebiet der vormaligen Vest Recklinghausen des Herzogtums Arenberg-Meppen dazu. Die Besitznahme erfolgte am 2. Februar 1811, das Gebiet gliederte sich in die Kantone Recklinghausen und Dorsten.

## Unterteilung
Das Arrondissement war nach französischem Vorbild in Kantone und Mairien (Bürgermeistereien) unterteilt und hatte bei Gründung 72.391 Einwohner. 
| Kantone                  | Mairien (Bürgermeistereien)                  |
| ------------------------ | -------------------------------------------- |
| Dinslaken                | Dinslaken, Gahlen, Götterswickerhamm, Holten |
| Duisburg                 | Duisburg, Mülheim an der Ruhr, Ruhrort       |
| Essen                    | Altenessen, Borbeck, Essen, Steele           |
| Werden                   | Kettwig, Werden                              |
| Emmerich (bis 1810)      | Elten, Emmerich, Vrasselt                    |
| Rees (bis 1810)          | Haldern, Isselburg, Rees                     |
| Ringenberg (bis 1810)    | Ringenberg, Schermbeck                       |
| Dorsten (ab 1811)        | Bottrop, Buer, Dorsten, Kirchhellen, Marl    |
| Recklinghausen (ab 1811) | Datteln, Herten, Recklinghausen, Waltrop     |